# Kurzschnäuziges Seepferdchen
Das Kurzschnäuzige Seepferdchen (Hippocampus hippocampus) ist eine Art von Knochenfischen (Strahlenflossern) aus der Gattung der Seepferdchen, die als Bewohner von Seegraswiesen im nordöstlichen Atlantischen Ozean und im Mittelmeer verbreitet ist.

## Merkmale
Das Kurzschnäuzige Seepferdchen wird bis zu 15 cm lang. Es hat über jedem Auge einen hervorstechenden Dorn. Die leicht nach oben gebogene Schnauze von Hippocampus hippocampus ist mit weniger als einem Drittel der Kopflänge für die Verhältnisse eines Seepferdchens kurz. Die dem Antrieb dienende Rückenflosse hat 16 bis 18 Strahlen mit einem dunklen, parallel zum Rand verlaufenden Streifen. Die 13- bis 15-strahligen Brustflossen setzen unterhalb der Kiemenöffnungen an und dienen insbesondere der Stabilisierung und Steuerung. Bauchflossen fehlen ebenso wie eine Schwanzflosse. Die Knochenplatten mit ihren Knötchen geben dem Seepferdchen seine gebogene und gleichzeitig knotige Gestalt. Die Körperoberfläche des Tieres ist schwarz, rosa, orange oder braun und manchmal blass gefleckt. Der sich verjüngende, geringelte Greifschwanz dient der Befestigung an Pflanzen und kann nicht aktiv nach hinten gebogen werden.

## Verbreitung und Lebensraum
Hippocampus hippocampus ist im nordöstlichen Atlantischen Ozean von der Nordsee und der nördlichen Küste Schottlands über die Azoren, Madeira und die Kanarischen Inseln bis zum Senegal sowie im Mittelmeer verbreitet, wo es besonders an den Küsten Italiens häufig ist.
Das Seepferdchen lebt bevorzugt im seichten Meereswasser in Seegraswiesen auf schlammigem Untergrund wie auch in Flussmündungen (Ästuaren), wobei es in Meerestiefen bis zu 77 m angetroffen worden ist. Die dichten Pflanzen bieten ihm eine gute Tarnung. Als sehr langsamer Schwimmer hat es ein begrenztes Verbreitungsgebiet und wird vor allem von starken Strömungen bei Stürmen angeklammert an abgerissenen Pflanzen transportiert.
In der Deutschen Bucht galt es auf Grund der Zerstörung der Seegraswiesen durch Pilzinfektionen seit den 1930er Jahren als ausgestorben, doch wurde in den Jahren 2003, 2008, 2020 und 2022 jeweils mindestens ein Seepferdchen gefunden, was schon vor dem dritten Fund wiederum als Anzeichen für eine Rückkehr der Seegraswiesen gedeutet wurde. 2007 wurden Seepferdchenkolonien in der Themse bei London und Southend-on-Sea gefunden.
Mit hoher Wahrscheinlichkeit ist die Rückkehr der Seepferdchen auch darauf zurückzuführen, dass der Japanische Beerentang (Sargassum muticum) ihnen die Möglichkeiten bietet, sich in der Strömung festzuhalten. Ähnlich wie Seegras bildet die invasive Braunalge Unterwasserwälder, die den Seepferdchen Unterschlupf vor Feinden gewähren. Davon abgesehen überleben mittlerweile mehr Tiere den Winter, weil die Nordsee aufgrund der Klimaerwärmung im Winter nicht mehr so stark abkühlt.

## Fortpflanzung

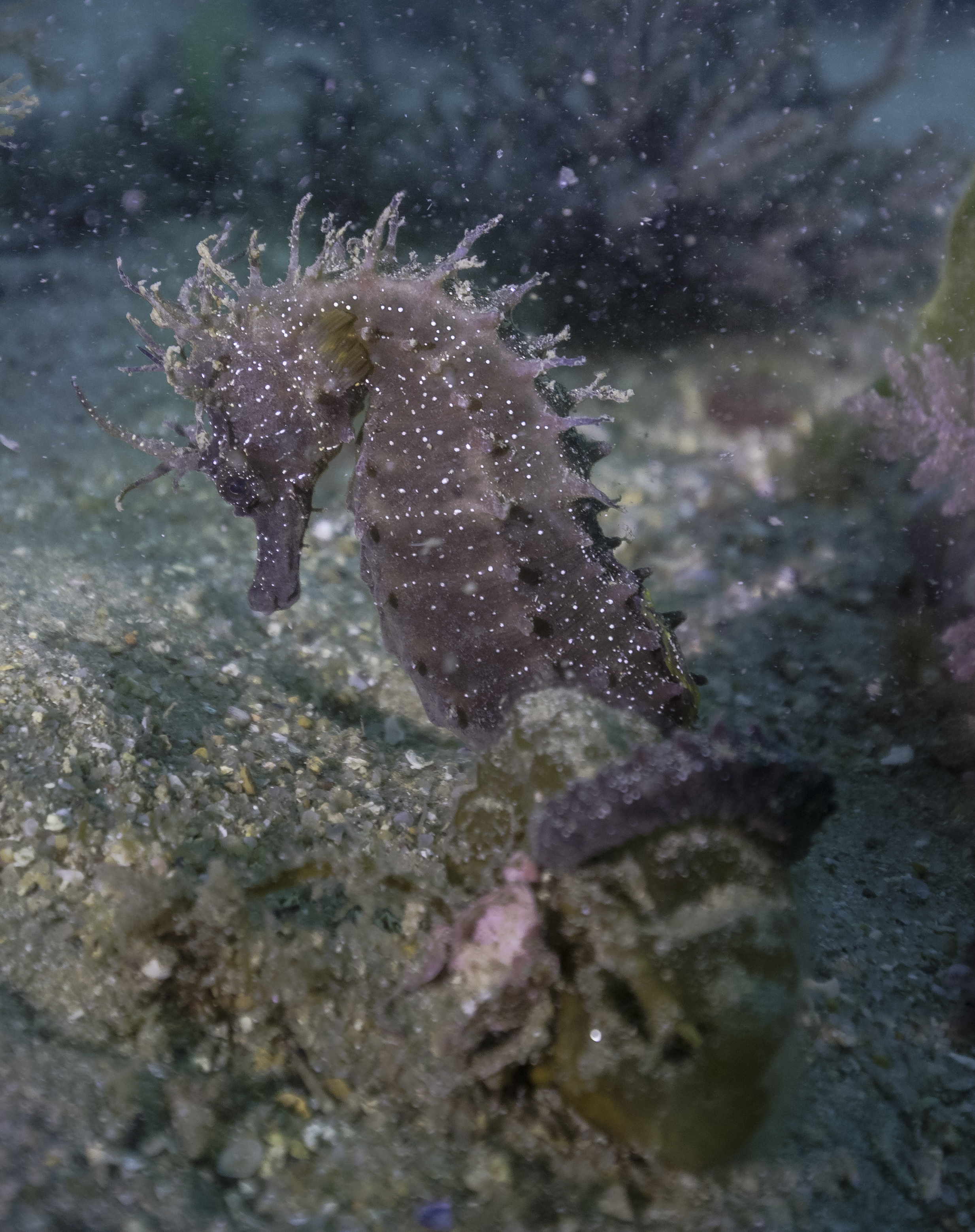
Hippocampus hippocampus im Naturreservat Serra da Arrábida, Portugal

Beim Kurzschnäuzigen Seepferdchen erreichen Männchen wie auch Weibchen ihre Geschlechtsreife zur ersten Paarungszeit nach ihrer Geburt, was von Temperatur, Wasser und Wasserströmung abhängig ist. Das geschlechtsreife Männchen ist an seiner Bauchtasche zu erkennen, die dem Ausbrüten der Eier dient.
Das Kurzschnäuzige Seepferdchen lebt meist in einer monogamen Paarbeziehung, in der sich Männchen und Weibchen regelmäßig für einige Minuten begrüßen. Die Männchen haben ein Revier, das sie gegen männliche Artgenossen verteidigen, in dem der Gegner mit der Schnauze angegriffen wird oder zwei Männchen mit ineinander verschlungenen Schwänzen ringen. Der Unterlegene flacht sich ab und wird dunkler.
Ist das Männchen paarungsbereit, pumpt es Wasser in die und aus der Bauchtasche. Das Weibchen richtet seinen Kopf gegen die Wasseroberfläche aus und zeigt so, dass es auch paarungsbereit ist. Sie orientiert nun ihre Geschlechtsöffnung zur Bauchtasche des Männchens und legt ihre birnenförmigen Eier hinein, wo sie vom Sperma des Männchens befruchtet werden. Nach etwa 6 bis 10 Sekunden sind die Eier übertragen, und die Bauchtasche des Männchens schließt sich.
Die befruchteten Eier werden in der Bauchtasche von einem Gewebe umwachsen, durch das die Embryonen über Kapillaren mit sauerstoff- und nährstoffreichem Blut versorgt werden und das somit die Funktion einer Placenta übernimmt. Darüber hinaus werden die Embryonen auch durch den aus dem Weibchen stammenden Dotter der Eier versorgt. Das Männchen produziert in dieser Zeit das Hormon Prolactin, das die Auflösung der äußersten Schicht der Eier auslöst, so dass eine nährstoffreiche Placentaflüssigkeit entsteht. 20 bis 21 Tage nach der Übertragung und Befruchtung der Eier gebiert das Männchen die Jungtiere, deren Anzahl in Abhängigkeit vom Alter des Männchens bei etwa 50 bis 100 liegt, wobei ältere Männchen mehr Kinder gebären. Die Jungfische sind sofort nach der Geburt sich selbst überlassen. Das Männchen kann sich bereits wenige Stunden danach erneut mit dem Weibchen paaren, um weitere Jungtiere in seinem Bauchbeutel heranwachsen zu lassen. Im Weibchen sind nämlich inzwischen neue Eier herangereift.

## Ernährung
Das Kurzschnäuzige Seepferdchen ernährt sich von kleinen Krebstieren, vorzugsweise kleinen Garnelen, Flohkrebsen und Ruderfußkrebsen, auf die es in Lauerstellung wartet. Schwimmt Beute vorbei, streckt es seinen Kopf hervor und saugt sie durch die zahnlose Schnauze ein. Das Seepferdchen hat nur einen einfachen Darmkanal ohne magenartige Erweiterung, so dass die Beute den Darm schnell passiert. Ein durchschnittliches erwachsenes Seepferdchen frisst etwa 30 bis 50 kleine Garnelen pro Tag, um satt zu werden.